# سام س. فورد
سام س. فورد (بالإنجليزية: Sam C. Ford)‏ هو محامي وقاضي أمريكي، ولد في 7 نوفمبر 1882 في ألباني في الولايات المتحدة، وتوفي في 25 نوفمبر 1961 في هيلينا في الولايات المتحدة.